# Eccidio del Colle del Lys
L'eccidio del Colle del Lys fu una strage compiuta dai tedeschi contro una brigata partigiana operante nella zona del Colle del Lis, in provincia di Torino.

## Gli avvenimenti
La brigata partigiana operante su questo territorio era la 17ª Brigata Garibaldi. La posizione strategica e la vicinanza di questo colle alla città di Torino agevolarono le incursioni a valle contro i depositi nonché i sabotaggi dei rifornimenti e delle linee ferroviarie. Le azioni erano concentrate soprattutto tra i comuni di Rivoli, Alpignano e Grugliasco. Nella seconda metà del 1944 queste si intensificarono e provocarono la decisione dei tedeschi di rastrellare la zona.
Tra il 1 ed il 2 luglio iniziarono le operazioni. Il gruppo partigiano presente oppose una resistenza ma fu costretto a ritirarsi verso i colli vicini. Nella ritirata tuttavia alcuni componenti della banda, di cui molti provenienti da Cremona, finirono nelle mani dei tedeschi.
I 26 prigionieri vennero dapprima seviziati e torturati per ottenere informazioni ed infine fucilati sul posto. Due giorni dopo, con il ritorno a valle dei reparti impegnati nel rastrellamento, i partigiani recuperarono i resti dei corpi e li seppellirono.

## Il ricordo

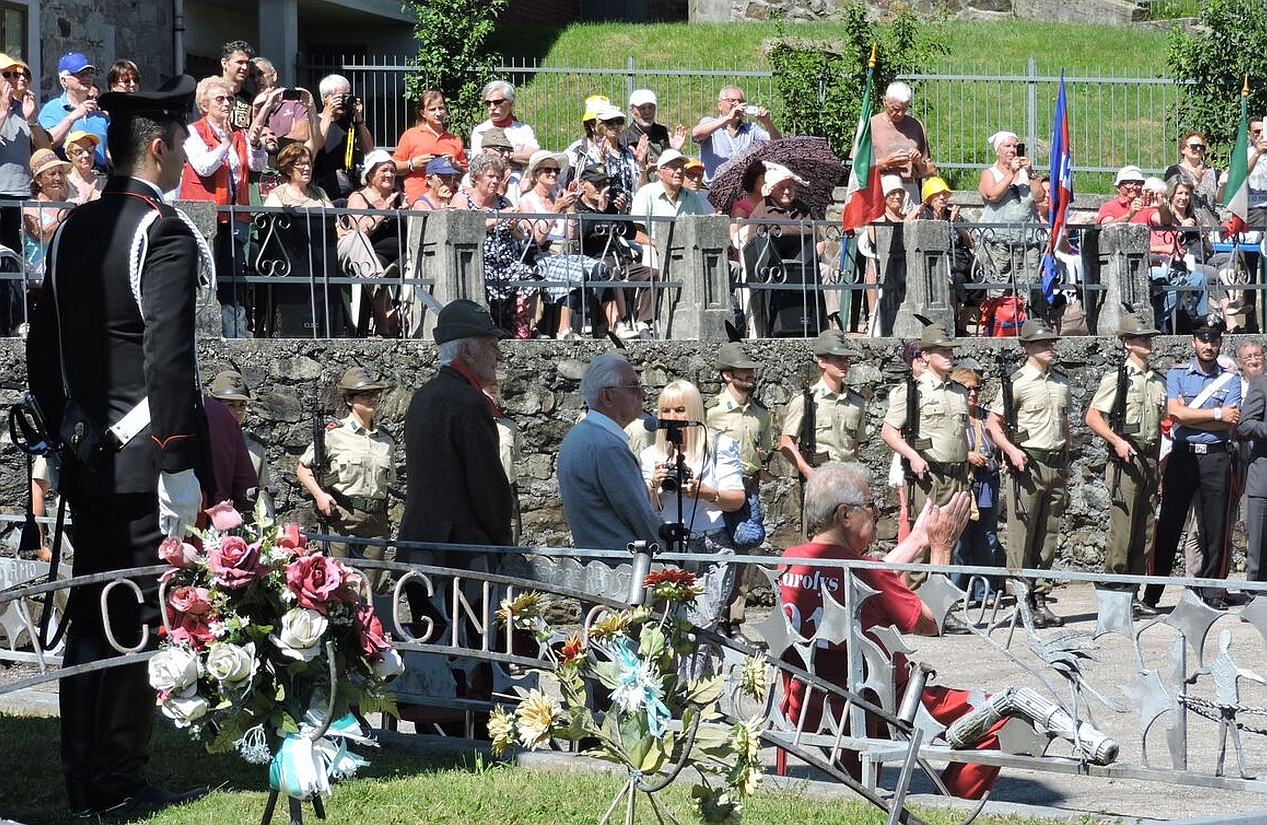
La cerimonia nel 2016

Per il decennale della Liberazione, nel 1955, venne innalzata in cima al colle una torre a ricordo dei partigiani caduti della zona e qui ogni anno, nella prima domenica di luglio, viene celebrata una cerimonia commemorativa della strage.
A partire dal 1996 ogni anno ad inizio luglio si svolge al colle del Lys anche il meeting internazionale Eurolys.  L'evento riunisce giovani di vari paesi d'Europa sui temi della memoria degli eventi collegati alla Seconda Guerra mondiale, della partecipazione e della democrazia. In parallelo ad Eurolys il colle ospita inoltre la fase finale del concorso musicale Resistenza Elettrica, patrocinato dalla Provincia di Torino (oggi città metropolitana) e da numerosi altri enti locali e associazioni.